# 显临阁

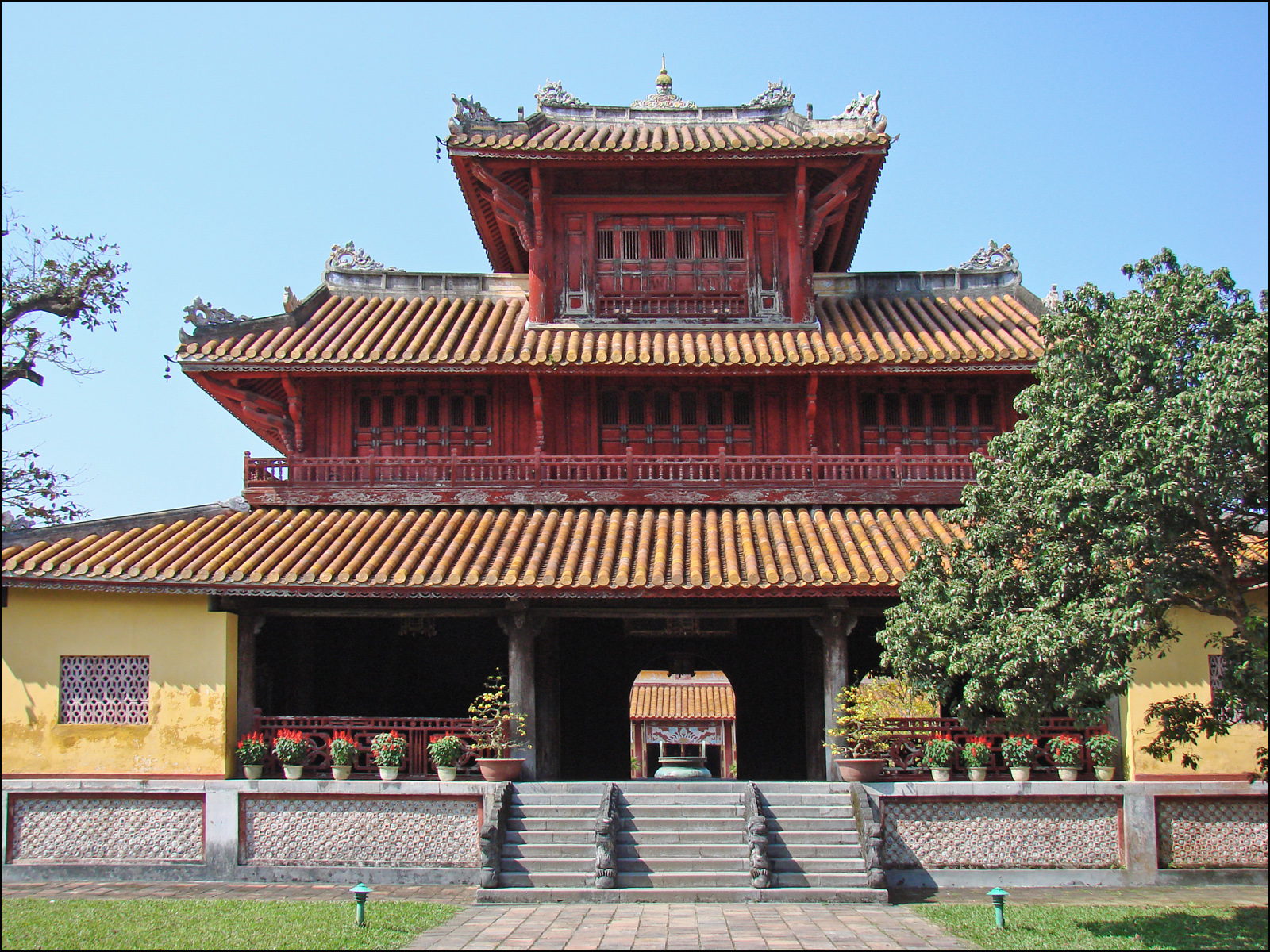
显临阁

显临阁（越南语：／）高17米，是顺化皇城最高的建筑物，由明命帝下令兴建于1821-1822年。阮朝统治时期，规定所有建筑物必须低于显临阁。显临阁造型独特优美，与世庙、九鼎三者共同构成一组和谐的建筑群。2001年再次进行了修复。
 